# Karel De Baere
Karel De Baere (Sint-Niklaas, 5 de febrer de 1925 - Ídem, 9 d'octubre de 1985) va ser un ciclista belga que fou professional entre 1945 i 1959. Durant la seva carrera professional, destaquen les victòries aconseguides al Omloop Het Volk i al Premi Nacional de Clausura.

## Palmarès
- 1944
  - 1r al Gran Premi de la vila de Zottegem
- 1945
  - 1r al Gran Premi Stad Sint-Niklaas
- 1951
  - 1r al Gran Premi del 1r de maig - Premi d'honor Vic de Bruyne
  - 1r al Gran Premi Stad Sint-Niklaas
- 1952
  - 1r al Circuit Mandel-Lys-Escaut
- 1953
  - 1r al De Drie Zustersteden
  - 1r a la Roubaix-Huy
- 1954
  - 1r l'Omloop Het Volk
- 1955
  - 1r al Premi Nacional de Clausura
  - 1r a l'Elfstedenronde
- 1958
  - 1r al Premi Nacional de Clausura
  - 1r al Gran Premi Stad Sint-Niklaas